# Kaiserdom
Kaiserdom ist eine traditionelle Bezeichnung für Dome, die in besonderem Bezug zum Kaisertum des Heiligen Römischen Reiches stehen.

## Reichswichtige mittelalterliche Kathedralen

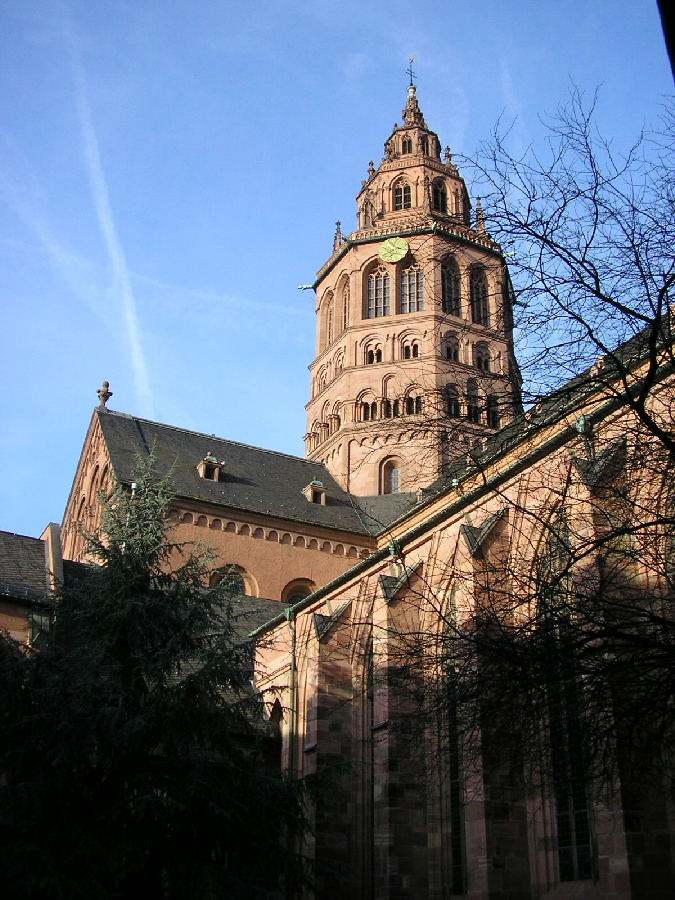
Mainzer Dom
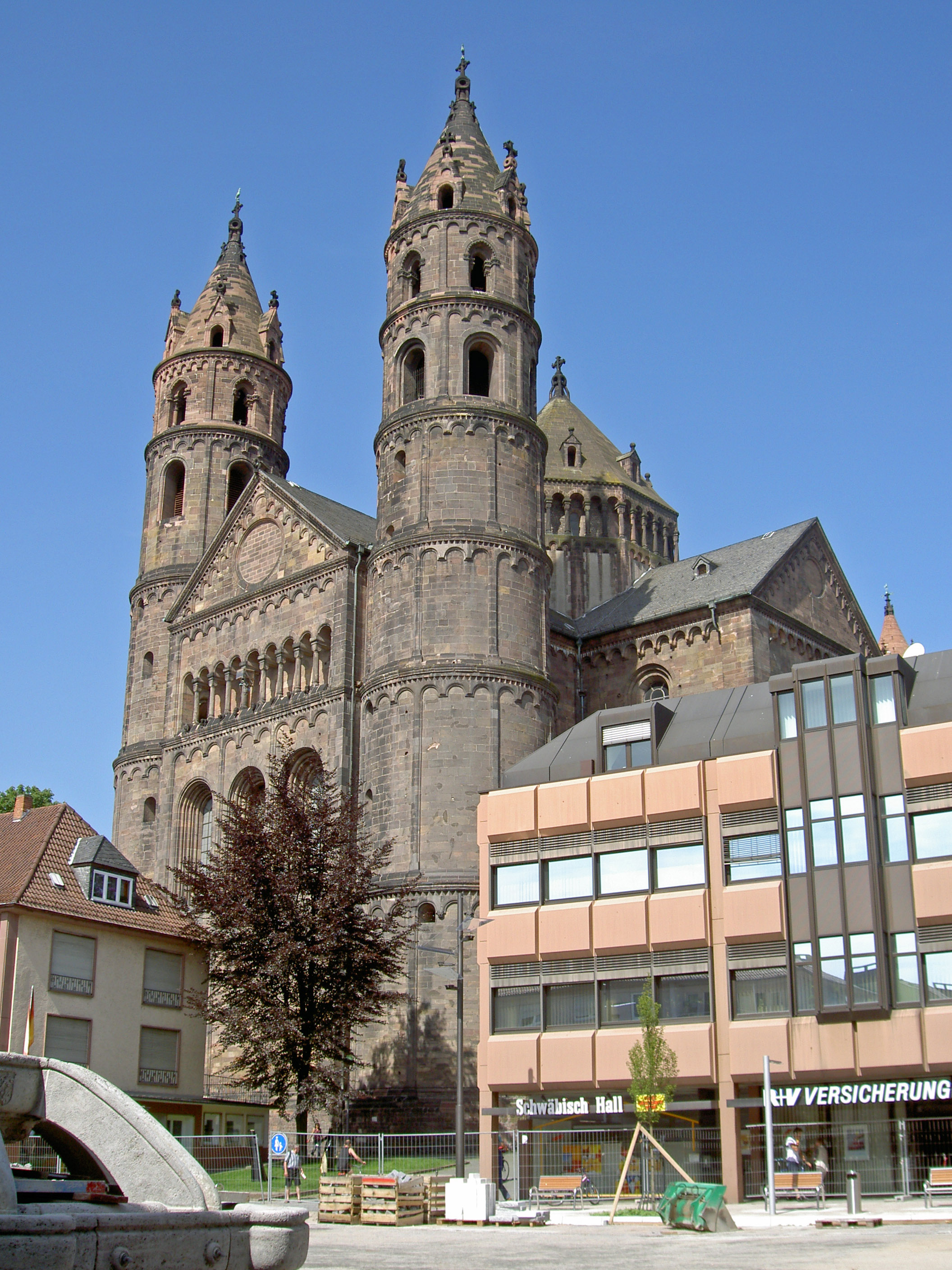
Wormser Dom
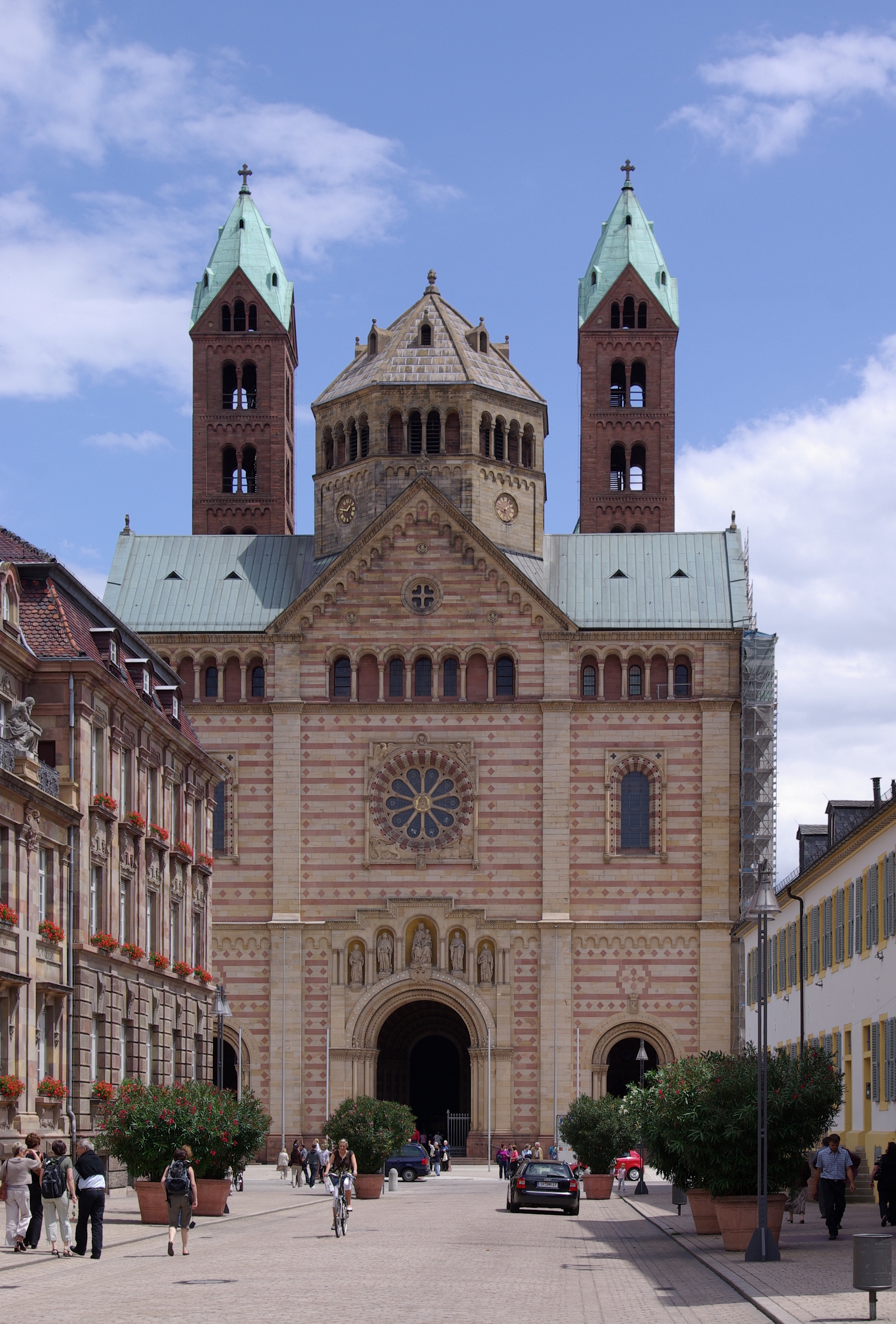
Speyerer Dom

Die drei romanischen Dome von Mainz, Worms und Speyer sind seit dem Mittelalter Kathedralen, die Vorgängerbauten zweier schon seit der Spätantike. Sie werden häufig als rheinische Kaiserdome bezeichnet. Ihre Umgebung im nordwestlichen Oberrheingebiet war Stammland und Machtbasis der salischen Kaiser.

### Speyerer Dom
Der Speyerer Dom wurde auf Veranlassung Kaiser Konrads II. ab etwa 1030 als Grablege für die salischen Könige und Kaiser erbaut und später unter Heinrich IV. 1082 bis 1104 erhöht und eingewölbt.

### Mainzer Dom
Der Mainzer Dom wurde von Willigis, dem faktischen Regenten für den minderjährigen Otto III., nach 975 begonnen; Kaiser Heinrich IV. ließ nach dem Dombrand von 1081 den Ostbau wiederherstellen bzw. neu errichten. Mainz war Krönungsort für Philipp von Schwaben, Friedrich II., Heinrich Raspe IV. und (vermutlich noch im Vorgängerbau) Heinrich II. und Konrad II.

### Wormser Dom
Der Wormser Dom ist Grablege der Familie Kaiser Konrads II. Zudem war Worms Tagungsort von vier Reichstagen und zwei Hoftagen. Seinen Rang als Bischofskirche verlor er 1801 mit der Auflösung des Bistums.

## Reichswichtige karolingische Stiftungen
Der Aachener Dom, Pfalzkapelle und schon seit Karl dem Großen unter der Obhut des von ihm gegründeten Marienstiftes, ist erst seit 1802 bzw. dauerhaft seit 1930 eine Bischofskirche. Er war von 936 bis 1531 Krönungsort der römisch-deutschen Könige. 
Der Frankfurter Kaiserdom (St. Bartholomäus) wurde von Ludwig dem Deutschen im Jahr 852, als Aachen seinem Bruder Lothar unterstand, als Kanonikerstift gegründet und wurde nie Kathedrale.
Diese beiden Kirchen hatten nacheinander als Krönungsort herausragende Bedeutung für das Heilige Römische Reich, nämlich ab 936 bis 1531 Krönung zum gewählten deutschen König in Aachen und wenn möglich anschließend zum kirchlich gesalbten Römischen Kaiser in Rom oder einer anderen italienischen Stadt, seit 1562 erfolgte die Krönung zum Römischen Kaiser in Frankfurt.

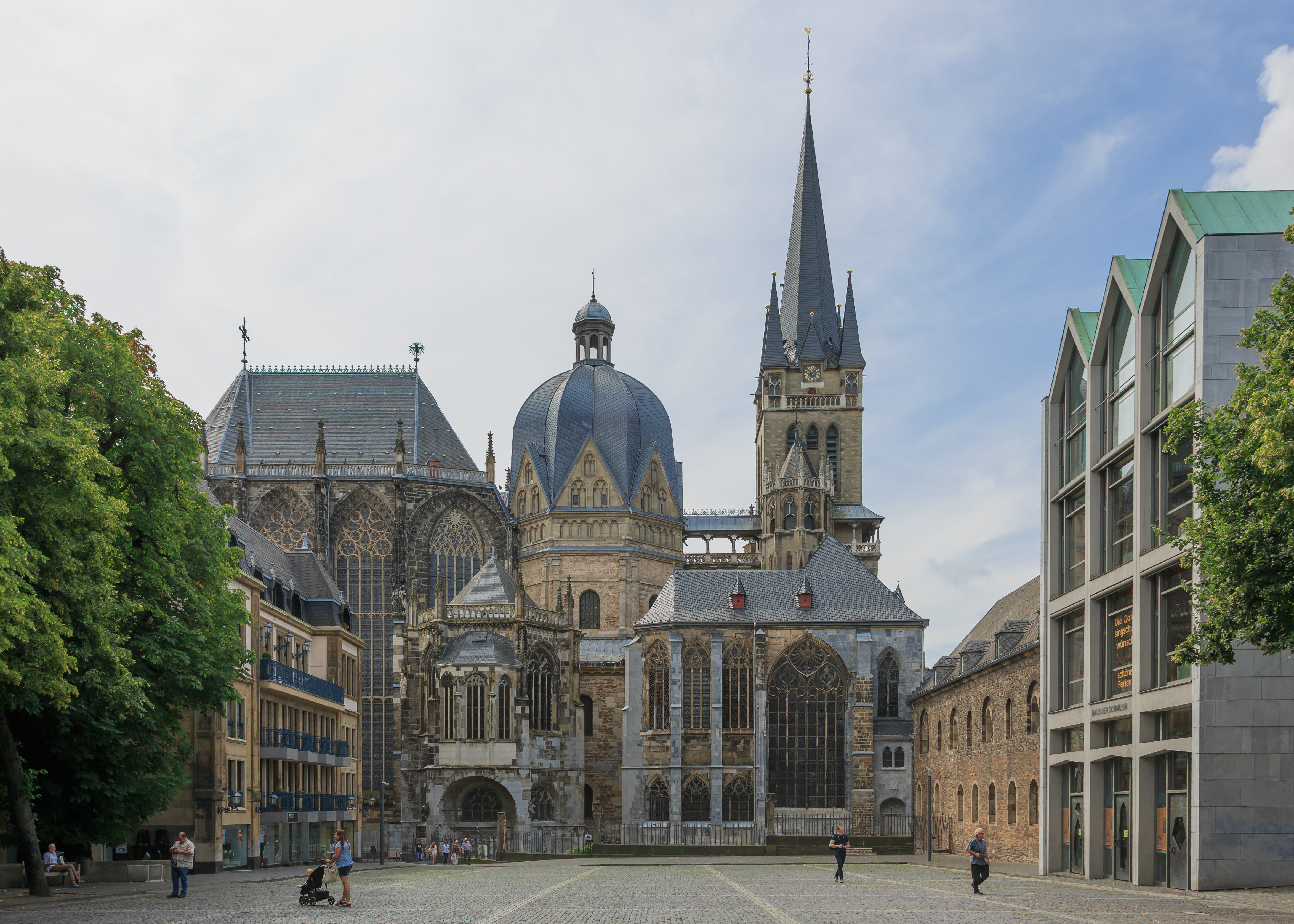
Aachener Dom
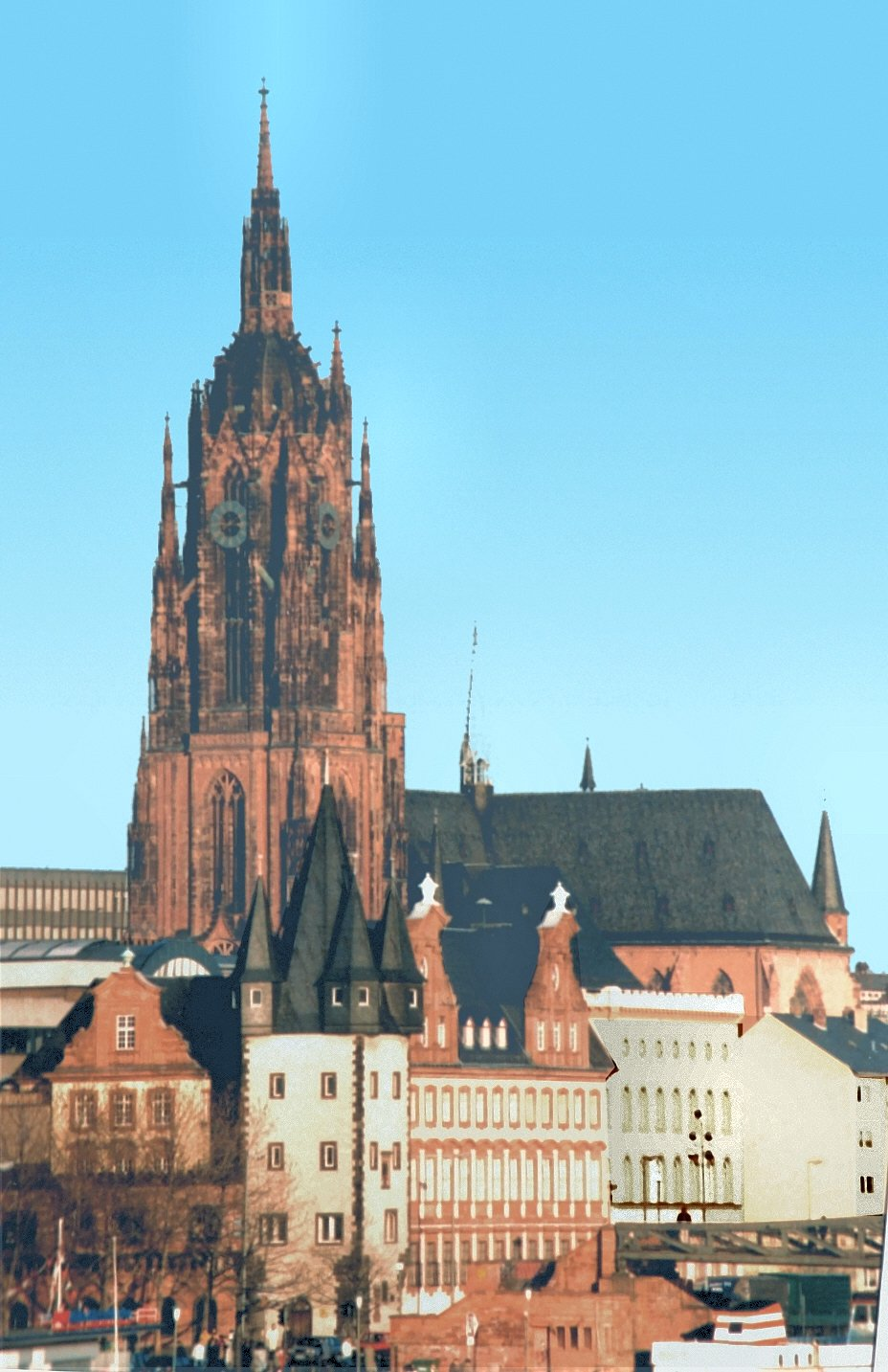
Frankfurter Kaiserdom

## Spätere kaiserliche Stiftungen
Der Bamberger Dom gilt als Kaiserdom, weil der Ottone, König und spätere Kaiser (ab 1014) Heinrich II. sowohl 1004 den Grundstein legte, als auch 1007, während der Bauzeit, die Gründung des Bistums Bamberg erwirkte. Weiterhin liegt der Kaiser dort begraben. Es könnten nach den beiden ersten Gesichtspunkten auch die Dome in Paderborn und in Magdeburg als Kaiserdom bezeichnet werden.
Der Kaiserdom in Königslutter trägt seine Bezeichnung, weil er 1135 zusammen mit einem Benediktinerkloster von dem sächsischen Kaiser Lothar III. von Supplinburg gestiftet wurde, der auch in dieser Kirche beigesetzt ist. In welfischem Gebiet gelegen, hatte die Abteikirche schon bei ihrer Fertigstellung 1170 keine Reichsbedeutung mehr, da inzwischen südwestdeutsche Staufer die Kaiserkrone trugen. Ähnlich wie der Frankfurter Dom war das Gebäude niemals Bischofskirche (Kathedrale).
Wegen seiner Gründung durch Kaiser Otto I. (der auch darin beigesetzt wurde) wird der Magdeburger Dom ebenfalls zu den Kaiserdomen gezählt. Das von Otto I. eingerichtete dazugehörige Erzbistum Magdeburg wurde 1680 aufgelöst und sein Territorium fiel an Brandenburg. 
Die Kathedrale von Palermo gilt ebenfalls als kaiserliche Kathedrale als Ort der Krönung von Kaisern und Königen und als kaiserliches Mausoleum der Staufer.

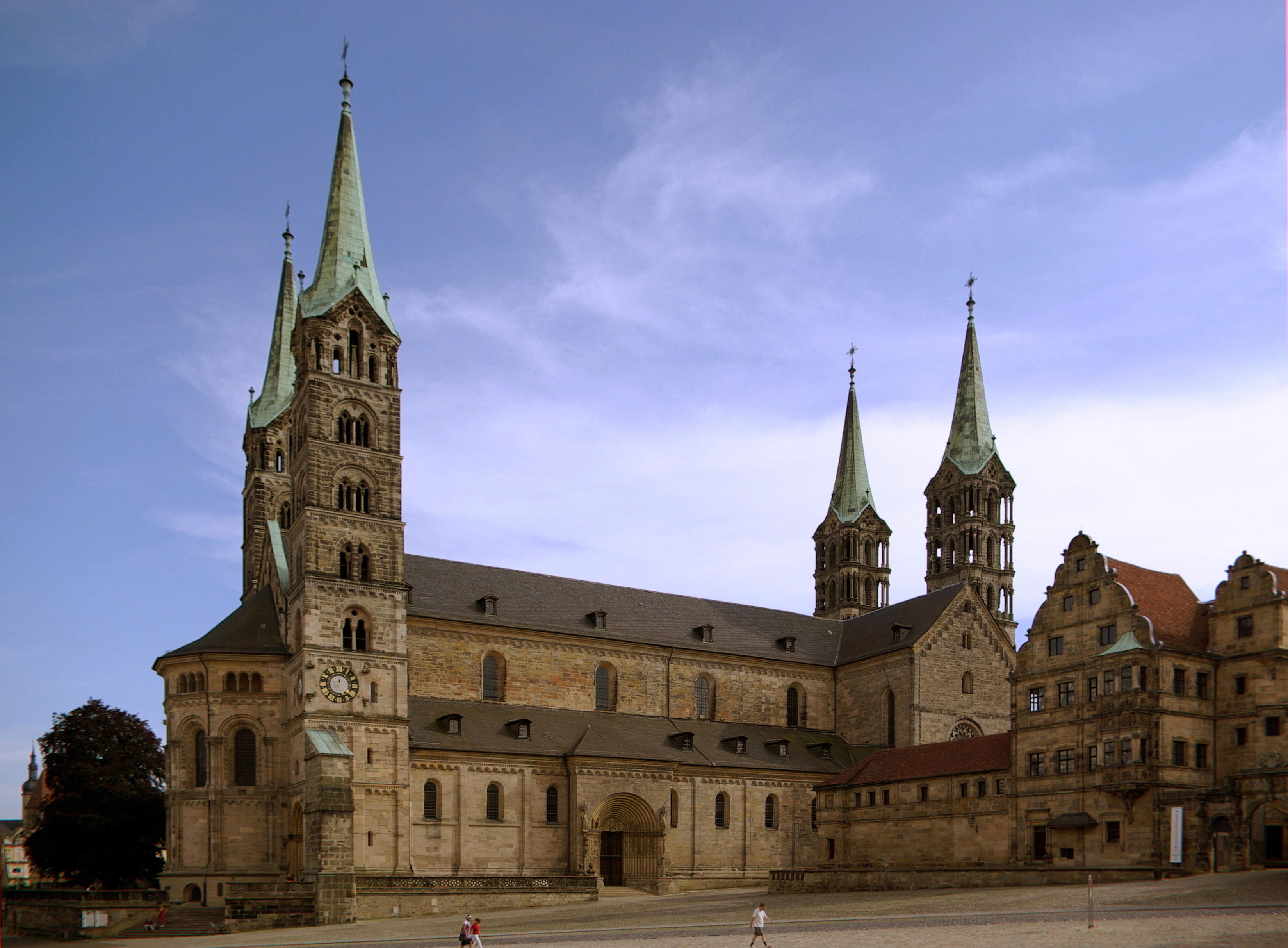
Bamberger Dom, ein Kaiser wurde dort begraben
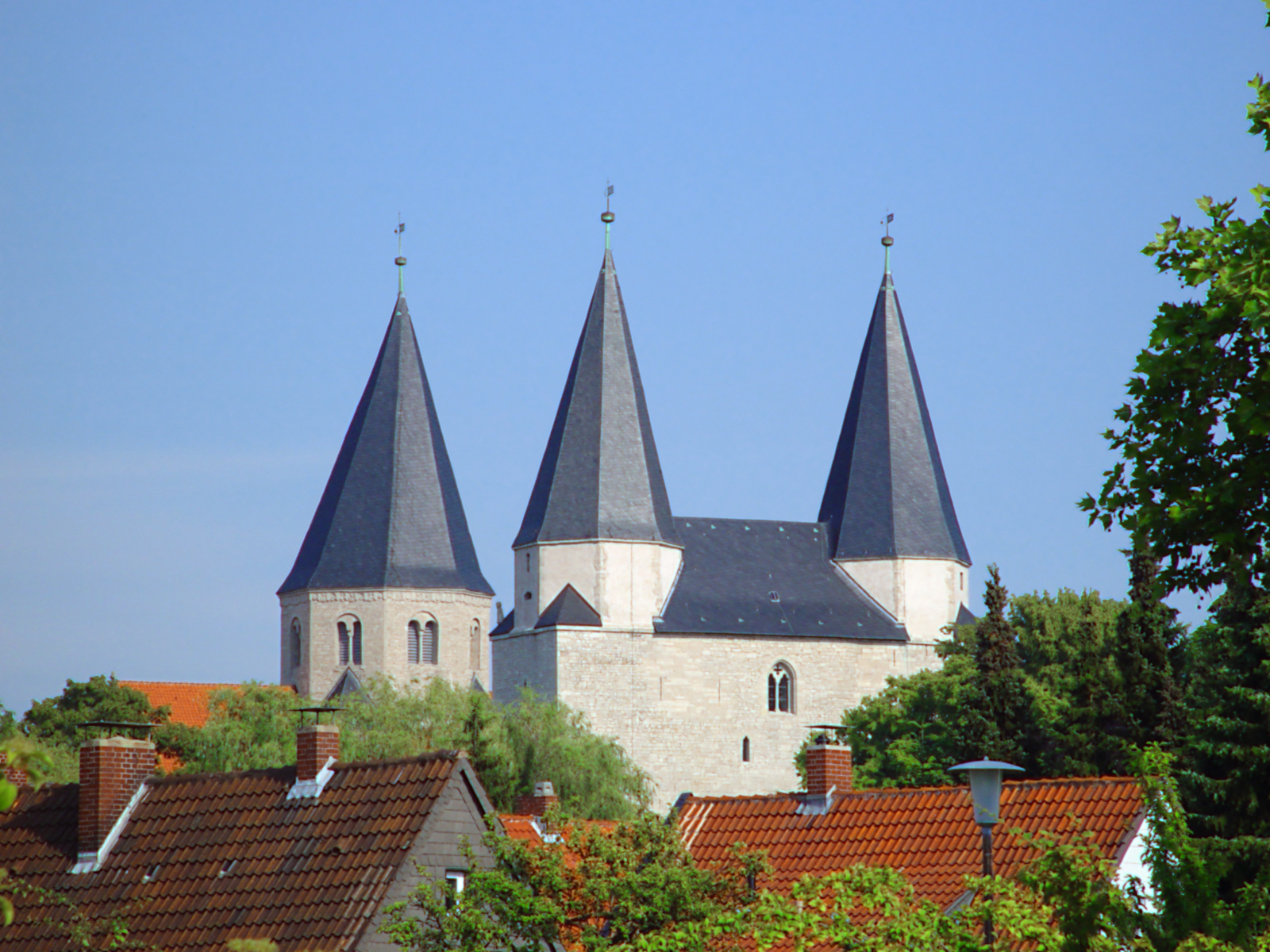
Durch einen Kaiser gestifteter Dom in Königslutter
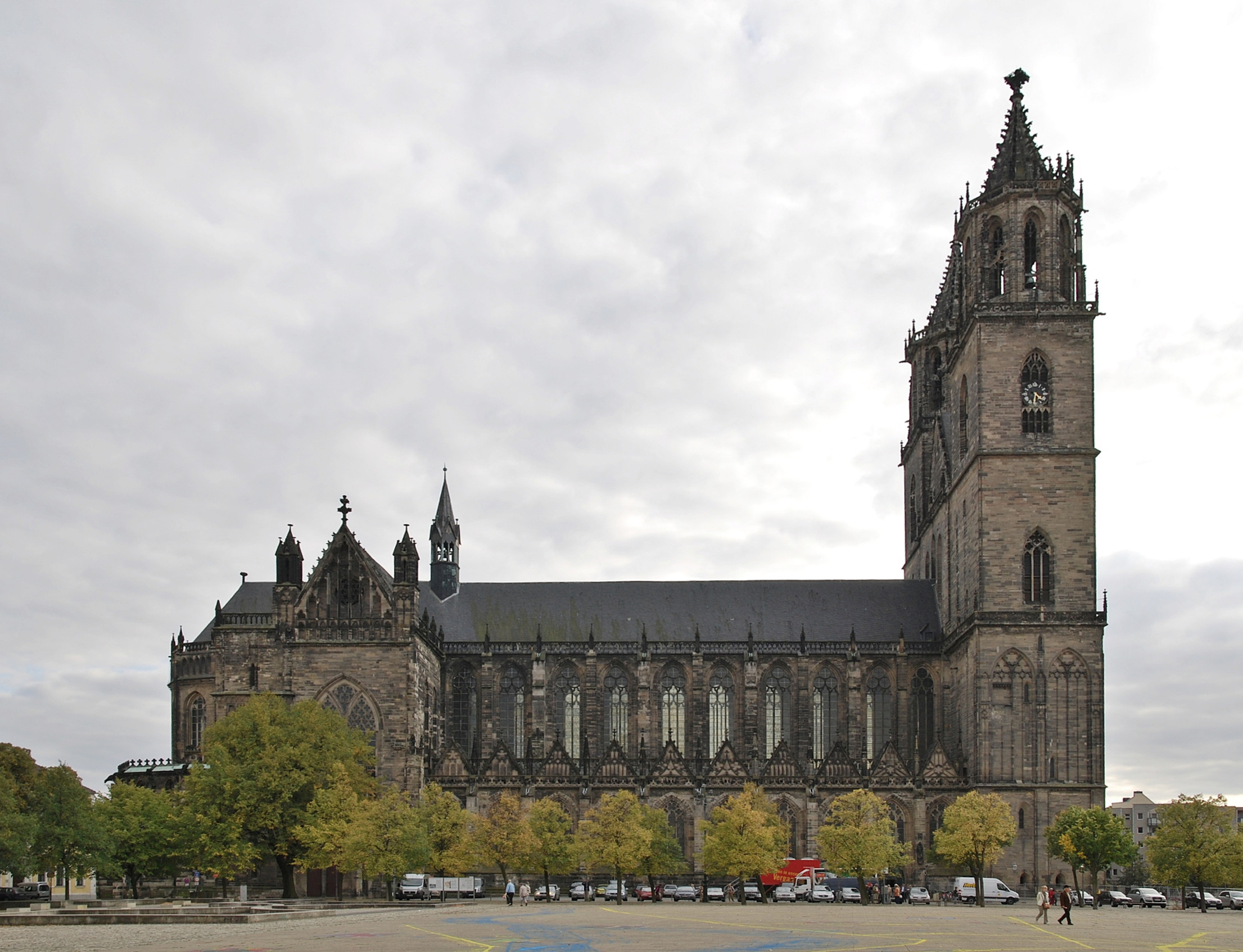
Magdeburger Dom, durch einen dort begrabenen Kaiser begründet
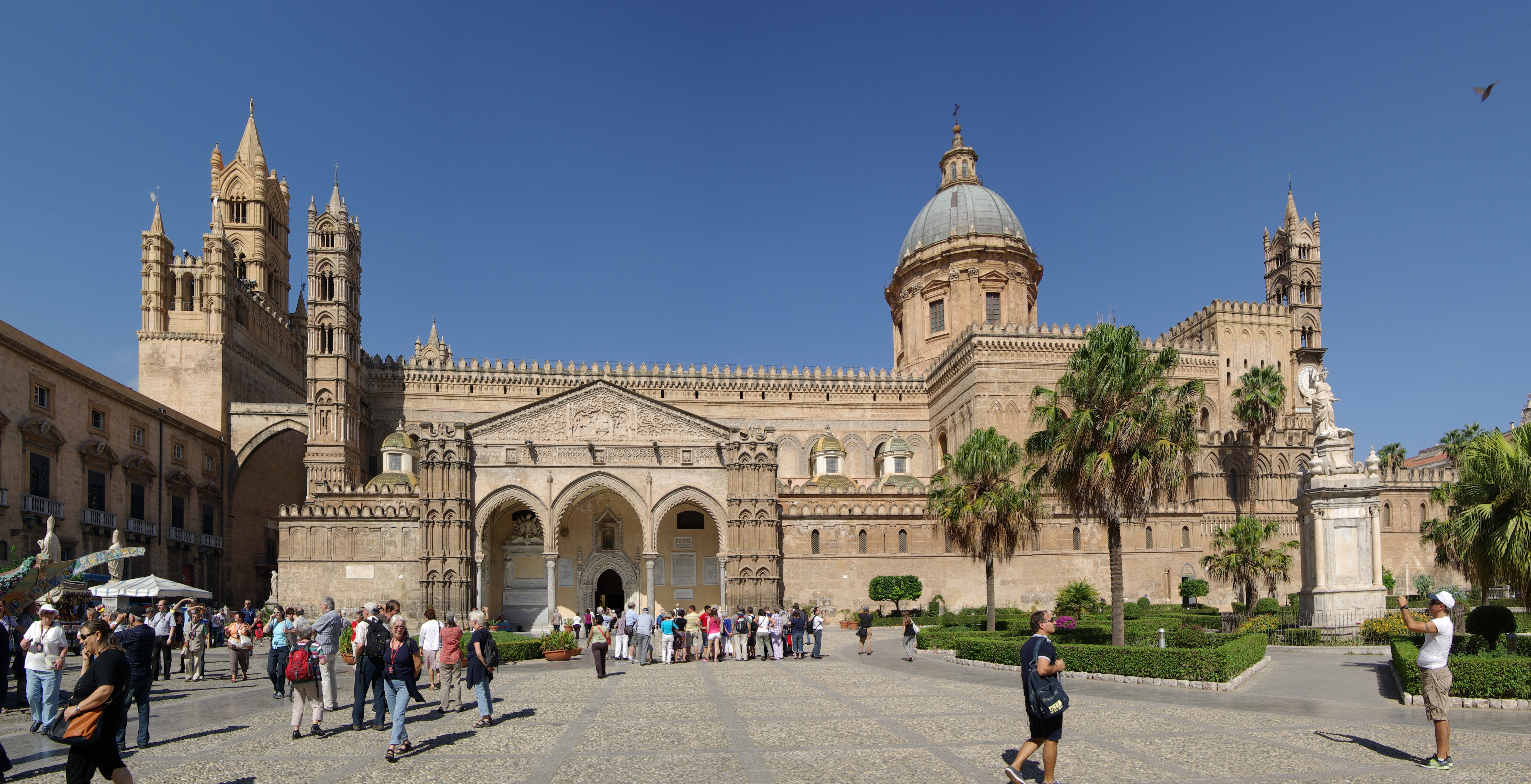
Kathedrale von Palermo